# Maserati A6
Maserati A6 is de interne benaming van een GT van het Italiaanse automerk Maserati, die officieel verkocht werd als de Maserati 1500 GT. Het was de eerste personenauto die door Maserati in serie geproduceerd werd en tegelijkertijd het laatste model van Maserati dat ontwikkeld werd met medewerking van leden van de Maserati-familie.